# Großsteingrab Bockraden
Das Großsteingrab Bockraden ist eine zwischen 3500 und 2800 v. Chr. entstandene megalithische Grabanlage der jungsteinzeitlichen Trichterbecherkultur (TBK) bei Bockraden, einem Ortsteil der Gemeinde Eggermühlen im Landkreis Osnabrück, Niedersachsen. Es trägt die Sprockhoff-Nummer 885.

## Lage
Das Grab befindet sich nordnordöstlich von Bockraden in einem Waldstück. 1,6 km westlich liegen die beiden Großsteingräber Hekeser Steine, 2,3 km südwestlich das Großsteingrab Restrup.

## Beschreibung
Die Anlage ist in relativ gutem Erhaltungszustand. Es handelt sich bei ihr um ein Ganggrab mit annähernd ost-westlicher Orientierung. Die Emsländische Kammer misst 11,5 m × 2 m und besteht aus je einem Wandstein an den Schmalseiten und sechs Wandsteinpaaren an den Langseiten. Alle stehen noch in situ. Zwischen dem westlichen Abschlussstein und dem angrenzenden Wandsteinpaar gibt es eine auffällige Lücke, allerdings keine Anzeichen dafür, dass hier ein weiteres, nicht erhaltenes Wandsteinpaar zu vermuten wäre. Der Zugang zur Grabkammer befindet sich in der Mitte der Südseite, vom Gang sind noch beide Wandsteine erhalten, der westliche steht in situ, der östliche ist umgekippt. Sämtliche Decksteine des Grabes fehlen. Sie wurden 1910 gesprengt und für Bauarbeiten fortgeschafft. Der Erdwall, der das Grab umgibt, ist modernen Ursprungs.